# Necati Ateş
Necati Ateş (İzmir, 3 januari 1980) is een Turkse oud-voetballer en trainer. Hij speelde tussen 2003 en 2006 in het Turks nationaal voetbalelftal.

## Erelijst
| Süper Lig      | 2x | 2005/06, 2011/12 |
| Türkiye Kupası | 1x | 2004/05          |
| Süper Kupa     | 1x | 2012             |